# Johan Elers (poet)

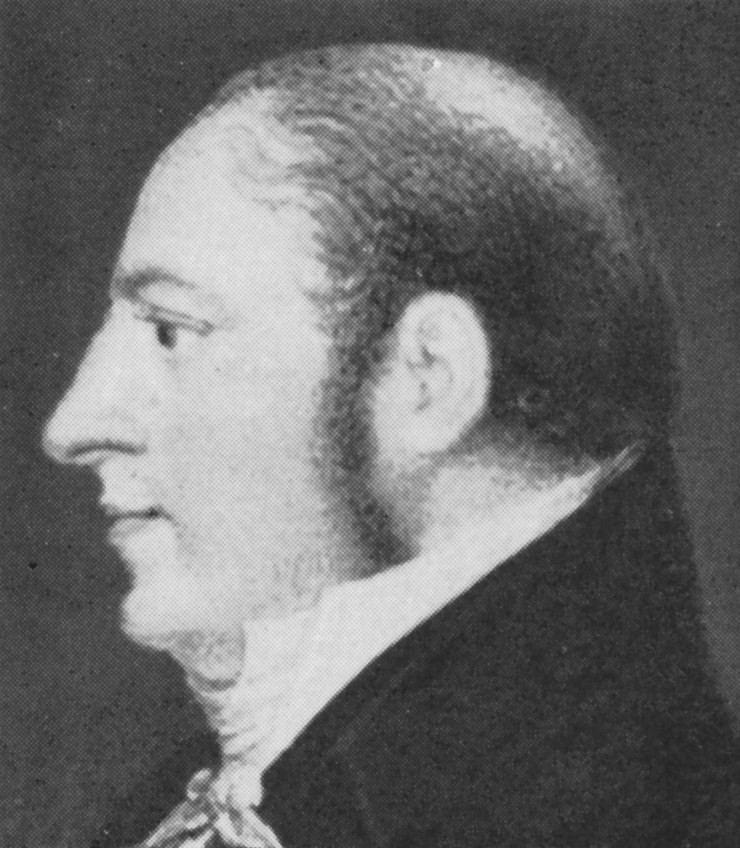
Johan Elers.

Johan Elers, född den 8 juni 1730 i Karlskrona, död där den 20 november 1813, var en svensk poet och topograf.

## Biografi
Johan Elers var son till justitieborgmästaren i Karlskrona, Johan Elers och Cecilia Planck, samt bror till borgarståndets riksdagsman Mathias Elers som liksom fadern var Karlskronas borgmästare, och sonson till justitieborgmästaren och riksdagsmannen Mathias Elers.
Elers blev student vid Lunds universitet 1745, inträdde 1750 i Kunglig Majestäts kansli och blev 1776 protokolls- och 1772 expeditionssekreterare. År 1781 fick han kansliråds titel och var 1789–1792 ledamot av Rikets allmänna ärendens beredning. Vid 1771–1772 års riksdag var Elers sekreterare i sekreta utskottet.
Elers hade starka litterära intressen och framträdde upprepade gånger som poet. Han började som lärjunge till Olof von Dalin och Hedvig Charlotta Nordenflycht, och författade under tiden 1755-59 Mina försök. 1774 prisbelönades av Vitterhetsakademien för elegien Mina tårar och vann viss berömmelse med Glada qväden (1792). Mina tårar, som anses ha gett Johan Henric Kellgren inspirationen till Mina löjen spelade en viss roll för Bengt Lidners sentimentala poesi. Elers var medlem av Utile dulci och ledamot av Vitterhetsakademien. Av stor betydelse var hans historisk-topografiska beskrivning Stockholm i 4 band (1800–1801).